# Zooey Deschanelová
Zooey Deschanelová (celým jménem Zooey Claire Deschanel, * 17. ledna 1980 Los Angeles, Kalifornie), je americká herečka, zpěvačka a textařka. Její nejvýraznější rolí se stala Jessica Dayová v seriálu stanice FOX Nová holka, za kterou získala tři nominace na Zlatý glóbus a nominaci na cenu Emmy.
Zahrála si i ve filmech: Hodná holka (2002), Vánoční skřítek (2003), Stopařův průvodce po Galaxii (2005), Yes Man (2008), 500 dní se Summer (2009) a dalších.

## Životopis
Narodila se v Los Angeles v Kalifornii. Je dcerou na Oscara nominovaného kameramana a režiséra Caleba Deschanela a herečky Mary Jo Deschanelové. Její starší sestra Emily Deschanelová je hvězdou televizního seriálu Sběratelé kostí.
Navštěvovala Crossroads School, soukromou přípravku v Santa Monice, kde se skamarádila s Kate Hudson a Jakem Gyllenhaalem. Po devět měsíců navštěvovala Severozápadní univerzitu, ale školu kvůli herectví opustila.

## Kariéra

### Herectví
V roce 1999 Zooey Deschanelová debutovala v americké komedii Mumford a prosadila se vedlejšími rolemi ve filmech Na pokraji slávy (2000) a Z nuly hrdinou (2002). Poté se objevila v hlavních rolích několika filmů, například All the Real Girls (2003), Samá chvála (2004), Návrat (2005).
Později v roce 2003 si zahrála po boku Willa Ferrella ve filmu Vánoční skřítek, který se stal hitem. V roce 2008 získala hlavní roli po boku Jima Carreyho v komediálním filmu Yes Man. S Josephem Gordon-Levittem si zahrála hlavní roli ve filmu 500 dní se Summer. Film získal nominaci na Zlatý glóbus.
V roce 2009 si zahrála roli Margaret Whitesellové v seriálu Sběratelé kostí, kde působila v jedné z hlavních rolí její sestra Emily Deschanelová. V září 2011 byla obsazena do hlavní role Jess Day v seriálu stanice FOX Nová holka. Za roli získala tři nominace na Zlatý glóbus a nominaci na cenu Emmy.

### Hudba
Kromě filmu se věnuje také hudbě. Hraje na piano a ukulele a je rovněž schopnou zpěvačkou. Ve filmu Most do země Terabithia (2007) ztvárnila roli učitelky zpěvu. Svým hlasem obohatila soundtracky několika filmů. Kromě Mostu do země Terabithia se její písničky objevily například ve filmu The Go-Getter (2007), v pohádkovém muzikálu Once Upon a Mattress (2005) nebo ve filmu 500 dní se Summer (2009).
Při práci na soundtracku k filmu The Go-Getter (2007) se seznámila s folkovým zpěvákem M. Wardem, s nímž později založila skupinu She & Him. Dne 18. března 2008 vydali své první album Volume 2. Následovala alba Volume Two (2010), A Very She & Him Christmas (2011), Volume 3 (2013) a Classics (2014).

## Osobní život
V prosinci roku 2008 se zasnoubila s muzikantem Benem Gibbardem. Vzali se 19. září 2009 poblíž Seattlu. Dne 1. listopadu 2011 však oznámili rozchod a k rozvodu došlo 12. prosince 2012.
Dne 13. ledna 2015 oznámila, že čeká své první dítě s přítelem, producentem Jacobem Pechenikem. Pár spolu chodil od poloviny roku 2014. V červnu roku 2015 se tajně vzali v Texasu. V červenci toho roku se jim narodila dcera Elsie Otter. Syn Charlie Wolf se jim narodil v květnu roku 2017.

## Filmografie
| Rok  | Název                                                            | Role                | |
| ---- | ---------------------------------------------------------------- | ------------------- | --- |
| 1999 | Úspěšný Mumford                                                  | Nessa Watkins       | |
| 2000 | Na pokraji slávy                                                 | Anita Miller        | |
| 2001 | Bláznivý                                                         | Tracy               | |
| 2002 | Z nuly hrdinou                                                   | Nora                | |
| 2002 | Sweet Friggin' Daisies                                           | Zelda               | krátký film |
| 2002 | Big Trouble                                                      | Jenny Herk          | |
| 2002 | Opuštěná                                                         | Samantha Harper     | |
| 2002 | Hodná holka                                                      | Cheryl              | |
| 2003 | Vánoční skřítek                                                  | Jovie               | |
| 2003 | It's Better to Be Wanted for Murder Than Not to Be Wanted at All | Dívka u benzíny     | |
| 2003 | Whatever We Do                                                   | Nikki               | krátký film |
| 2003 | House Hunting                                                    | Christy             | krátký film |
| 2003 | All the Real Girls                                               | Noel                | Cena filmového festivalu Mar del Plata v kategorii nejlepší ženský herecký výkon v hlavní roli nominace – Central Ohio Film Critics Association Awards v kategorii nejlepší ženský herecký výkon v hlavní roli nominace – Chlotrudis Awards v kategorii nejlepší ženský herecký výkon v hlavní roli nominace – Independent Spirit Award v kategorii Nejlepší ženský herecký výkon v hlavní roli |
| 2004 | Samá chvála                                                      | Kate Collins        | |
| 2005 | Stopařův průvodce po Galaxii                                     | Trillian            | |
| 2005 | Návrat                                                           | Reese Holden        | |
| 2006 | Lemra lína                                                       | Kit                 | |
| 2006 | Live Free or Die                                                 | Cheryl              | |
| 2007 | Flakes                                                           | Miss Pussy Katz     | |
| 2007 | Zabití Jesseho Jamese zbabělcem Robertem Fordem                  | Dorothy Evans       | |
| 2007 | Most do země Terabithia                                          | Paní Edmunsová      | |
| 2007 | Raving                                                           | Katie               | krátký film |
| 2007 | The Good Life                                                    | Frances             | |
| 2007 | Surf's Up                                                        | Lani Allikai (hlas) | |
| 2007 | The Go-Getter                                                    | Kate                | |
| 2008 | Yes Man                                                          | Allison             | |
| 2008 | Stalo se                                                         | Alma Moore          | |
| 2008 | Gigantický                                                       | Happy Lolly         | |
| 2009 | 500 dní se Summer                                                | Summer Finn         | nominace – Golden Schmoes Awards v kategorii herečka roku nominace – Online Film & Television Association Awards v kategorii nejlepší adaptovaná skladba (sdíleno s Lee Hazlewoodem) za „Sugartown“ Nominace – Satellite Awards v kategorii Nejlepší ženský herecký výkon v hlavní roli – film (komedie/muzikál)                                                                                |
| 2011 | Princ a pruďas                                                   | Belladonna          | |
| 2011 | Beznadějný trouba                                                | Natalie             | |
| 2015 | Ruku na to                                                       | Ronnie              | |
| 2015 | The Driftless Area                                               | Stella              | |
| 2016 | Trollové                                                         | Bridget (hlas)      | nominace – Annie Awards v kategorii nejlepší dabing – film nominace – Behind the Voice Actors Awards v kategorii nejlepší ženský dabing ve filmu |

| Rok           | Název                          | Role                 | Poznámky |
| ------------- | ------------------------------ | -------------------- | --- |
| 1998          | Veroničiny svůdnosti           | Elena                | díl: „Veronica's Fun and Pirates Are Crazy“ |
| 2002          | Frasier                        | Jen                  | díl: „Kissing Cousin“ |
| 2004          | Cracking Up                    | Heidi                | díl: „Birds Do It“ |
| 2005          | Once Upon a Matress            | Lady Larken          | film |
| 2005, 2013    | Americký táta                  | různé hlasy          | 2 díly |
| 2006–07       | Tráva                          | Kat                  | 4 díly |
| 2007          | Tin Mad                        | DG                   | minisérie |
| 2008, 2012–13 | Simpsonovi                     | Mary Spuckler (hlas) | 3 díly |
| 2009          | Sběratelé kostí                | Margaret Whitesell   | díl: „The Goop on the Girl“ |
| 2010          | Funny or Die Presents          | Mary Todd Lincoln    | skeč: „Drunk History Vol. 5“ |
| 2011–2018     | Nová holka                     | Jessica „Jess“ Day   | Hlavní role, také producentka Critics' Choice Television Award v kategorii Nejlepší herečka v komediálním seriálu (2012) Gold Derby Awards v kategorii objev roku (2012) Online Film & Television Association Awards v kategorii nejlepší herečka v komediálním seriálu (2012) Nominace – American Comedy Award v kategorii objev roku (2012) a v kategorii nejlepší herečka – televize (komedie) (2014) Nominace – Cena Emmy v kategorii Nejlepší herečka v komediálním seriálu (2012) Nominace – Critics' Choice Television Award v kategorii Nejlepší herečka v komediálním seriálu (2013) Nominace – Gold Derby Awards v kategorii Nejlepší herečka v komediálním seriálu (2013) Nominace – Online Film & Television Association Awards v kategorii nejlepší herečka v komediálním seriálu (2013) Nominace – People's Choice Awards v kategorii nejoblíbenější televizní herečka (komedie) (2013,14, 15, 17) Nominace – Satellite Awards v kategorii Nejlepší ženský herecký výkon v hlavní roli – seriál (komedie/muzikál) (2011,13,14) Nominace – Teen Choice Award v kategorii Nejlepší ženský herecký výkon v hlavní roli – seriál (komedie) (2012, 13) Nominace – The Comedy Award v kategorii Nejlepší ženský herecký výkon v hlavní roli (komedie) Nominace – Zlatý glóbus v kategorii Nejlepší ženský herecký výkon v hlavní roli – seriál (muzikál nebo komedie) (2012,13,14) |
| 2012          | Saturday Night Live            | moderátorka          | díl: „Zooey Deschanel/Karmin“ |
| 2016          | Brooklyn 99                    | Jessica Day          | díl: „The Night Shift“ |
| 2017          | A Super Special Trolls Holiday | Bridget (hlas)       | televizní speciál |

## Diskografie
| Rok  | Píseň | Soundtrack           |
| ---- | --- | -------------------- |
| 2003 | „Baby It's Cold Outside“ s Leonem Redbonem | Vánoční skřítek      |
| 2005 | „In a Little While“ s Matthewem Morrisonem | Once Upon a Mattress |
| 2008 | „Yes Man“ „Sweet Ballad“ „Uh-huh“ „Keystar“ s Von Ivou „Can't Buy Me Love“ s Jimym Carreyem | Yes Man              |
| 2009 | „Sugar Town“ | 500 dní se Summer    |
| 2011 | „A Very Important Thing to Do“ „Everything is Honey“ s Jimym Cummingsem a Robertem Lopezem „Winnie the Pooh“ s M. Wardem „So Long“ s M. Wardem „Finale“ s Jimym Cummingsem, Robertem Lopezem ad. | Medvídek Pů          |
| 2011 | „The Greatest Most Beautiful LoveSong in All the Land“ | Beznadějný trouba    |
| 2011 | „Hey Girl“ | Nová holka           |
| 2014 | „Fallinlove2nite“ s Princem a 3rdeyegirl pro Nová holka | Plectrumelectrum     |
| 2016 | „Hello“ | Trollové             |

### She & Him
- Volume One (2008)
- Volume Two (2010)
- A Very She and Him Christmas (2011)
- Volume 3 (2013)
- Classics (2014)
- Christmas Party (2016)